# Trzykosy
Trzykosy – wieś w Polsce, położona w województwie świętokrzyskim, w powiecie sandomierskim, w gminie Koprzywnica.
W administracji kościelnej rzymskokatolickiej wieś w Polsce położona w metropolii lubelskiej, w archidiecezji lubelskiej, w diecezji sandomierskiej, w dekanacie koprzywnickim, w parafii pw. św. Floriana.
W latach 1975–1998 miejscowość położona była w województwie tarnobrzeskim.
W 1998 r. Trzykosy miały 260 mieszkańców i 81 gospodarstw o łącznej powierzchni 230,21 ha. w 2021 liczba mieszkańców zmniejszyła się do 236 osób.

## Części wsi
| SIMC    | Nazwa    | Rodzaj    |
| ------- | -------- | --------- |
| 0796803 | Na Dole  | część wsi |
| 0796810 | Na Górze | część wsi |
| 0796826 | Za Rzeką | część wsi |

## Historia
Wieś Trzykosy w źródłach historycznych nosi nazwę: Crzykosch, Krzikoszy, Krzykosy, Krzykossy i Krzykozy. W Trzykosach przed 1900 r. znaleziono bogaty skarb monet i srebra siekanego z XI wieku, który tylko w części trafił do muzeów państwowych. W oparciu o źródła pośrednie dzieje tej wsi można datować na okres sprzed poł. XIV wieku i że prawdopodobnie wchodziła w skład sandomierskiego klucza dóbr rodziny Bogoriów; wiadomo że leżała wtedy w całości tylko na lewym brzegu rzeki Koprzywianki.
Prawdopodobnie cała wieś lub jej znaczna część przed 1418 r. znalazła się we władaniu klasztoru cystersów z pobliskiej (4 km) Koprzywnicy. W 1418 r. bracia Bogoriowie ze Skotnik: Mikołaj (rektor kościoła w Niepołomicach) oraz Jan, swój dział w Gnieszowicach o wartości 100 grzywien zamienili z opatem koprzywnickim Jakubem na wieś Trzykosy. Chodziło zapewne o scalenie rozdrobnionych już wtedy włości szlacheckich na pograniczu tych dwóch wsi.
Trzykosy w połowie XV wieku były własnością Jana Kępki, herbu Bogoria, współdziedzica w Skotnikach. Dał on prawdopodobnie początek rodzinie Krzyko(w)skich herbu Bogoria, którzy jeszcze na początku XVI wieku dziedziczyli na Trzykosach, oraz na połowie Skotnik i wsi Bogorii, a także na Dąbrowicy i Siedleszczanach. Szlachetny Jan z Krzykos wzmiankowany jest jeszcze w źródłach z 1464 r. W połowie XV wieku we wsi Trzykosy wzmiankowane są gospodarstwa (łany) kmiece, z których dziesięcinę o wartości 6 grzywien płacono biskupowi krakowskiemu. Natomiast folwark rycerski w tym czasie płacił dziesięcinę plebanowi w Skotnikach. W 1499 r. wieś Trzykosy odziedziczył po ojcu Janie – Jan Krzyko(w)ski. Na początku XVI wieku występują w źródłach dwaj Krzykowscy: Paweł piszący się „de Boguria” (pleban w Miechocinie), oraz Jan, także współwłaściciele części w Siedleszczanach i Trzykosach. W 1508 r. Jan Krzykowski został dziedzicem wsi Trzykosy oraz dóbr w Parczowie, Parczówku (opoczyńskiem) oraz na połowie Skotnik i we wsi Bogorii, a także na Dąbrowicy i Siedleszczanach.
W 1578 r. osada Trzykosy (Krzikoszy) składała się z właściwej wioski, folwarku i osady młyńskiej; cała wioska miała wówczas 27 domów i 167 mieszkańców. W tym czasie właścicielem folwarku był Zbigniew Jakubowski z Trzykos herbu Topór; podatek płacił od 9 kmieci, 4 łanów, 4 ogrodników i 1 zagrodnika, 1 komornika, 3 ubogich i 1 rzemieślnika. W 1593 r. Zbigniew Jakubowski część swych dóbr w Trzykosach sprzedał a drugą część obciążył umowną rentą wykupną (tzw. wyderkafem) o wartości 200 florenów, z której nabywcy płaci rocznie 20 florenów. Wyderkaf kupił m.in. pleban z nieodległego Klimontowa.
W XVII wieku właścicielką wsi Trzykosy była szlachetna Katarzyna Jakubowska, herbu Topór, która pisała się de Krzykosy. W 1665 r. wystawiła ona w kościele św. Jakuba w Sandomierzu (u Dominikanów) pomnik swojemu mężowi Teofilowi Szemberkowi a Raichenbach, herbu Lew (indygenat polski), generałowi artylerii koronnej za króla Zygmunta III Wazy i kasztelanowi kamienieckiemu (zm. w 1638 r. w Astrachanie, jako poseł królewski). Oto treść napisu nieistniejącego już pomnika: Theophilus Semberk a Raichenbach et Katharina Jakubowska de Krzykosy conjuges suorum et posteritatis suae cinerum me hic custodem posuerunt. Hospes [...] vale [...] mortalemque te quoque cogita A.D. 1665. Później majątek w Trzykosach objęli prawdopodobnie ich dwaj synowie: Michał – rotmistrz chorągwi pancernej w kompucie wojska i Jacek – kasztelan kamieniecki (obaj zmarli bezpotomnie, oddając życie w służbie Rzeczypospolitej).
W 1827 r. Trzykosy były nadal wsią prywatną, w której odnotowano 27 domów i 85 mieszkańców. W 1884 r. folwark w Trzykosach był we władaniu Władysława Karskiego herbu Jastrzębiec (którego krewni władali dobrami m.in. we Włostowie) i jego żony Marii hr. Miączyńskiej h. Suchekomnaty; miał 344 morgi powierzchni, w tym: 299 mórg gruntów ornych i ogrodów, 14 mórg łąk, 23 morgi pastwisk i 8 mórg nieużytków (stosowano płodozmian: 12 – polówkę); budynków murowanych było 6, a drewnianych – 7. W samej wsi Trzykosy w 1884 r. gospodarowało 28 włościan na 103 morgach. Władysław Karski (1859-1916) i jego trzej synowie: Aleksander (ur. 1886), Tadeusz (ur. 1888) i Wincenty (ur. 1895) mieli plany rozbudowy folwarku, ale po I wojnie światowej rodzina Karskich (w następstwie wojennych wydarzeń) przeniosła się do swoich krewnych do Warszawy, a folwark uległ parcelacji.
Przed I wojną światową i później ze wsi Trzykosy kilka osób wyemigrowało za chlebem do USA, m.in. Stanisław (Stanley Pawlik), z Nasternaków – Jan, Andrzej i Józef, z rodziny Drożdżali, Pyszczków, Wałaszczyków, a później Wincenty Nasternak (Argentyna) i inni.
W 1929 r. wieś Trzykosy miała 22 domy i 164 mieszkańców, a kolonia Trzykosy miała 18 domów i 101 mieszkańców, w tym 15 Żydów. We wsi był młyn wodny nad rzeką Koprzywianką (później elektryczny, już nieczynny), który od 1915 r. należał do żydowskiego właściciela (Izmula Perelmana).
W 1930 r. na drodze w Trzykosach położono kamień (bruk) – 1061 m³.
Według spisu powszechnego z 1933 r. wieś Trzykosy miała 42 domy, 312 mieszkańców i 253,83 ha gruntów (Trzykosy -Wieś – 20 domów, 152 mieszkańców i 88,46 ha; Trzykosy Kolonia – Folwark – 2 domy, 9 mieszkańców i 2,86 ha; Kolonia Trzykosy – 17 domów, 124 mieszkańców i 136,6 ha; Trzykosy Kolonia „B” – 2 domy, 13 mieszkańców i 14,71 ha; Trzykosy Osada Młyńska – 1 dom, 14 mieszkańców i 11,2 ha).
W czasie II wojny światowej mieszkańcy Trzykosów wspierali lokalną partyzantkę, a kilkoro z nich poniosło śmierć z rąk hitlerowskiego okupanta (np. Władysław Chmielowiec, Jan Pyszczek). Większość żydowskich mieszkańców wsi (14 osób) zginęła w obozie zagłady w Treblince (rodzina Perelmanów, Milradów i Rozenblumów).
W latach 50. i 60. XX wieku – w ramach realizacji tzw. Wiejskiego Programu Rozwoju Rolnictwa podjętego przez IX Plenum KC PZPR istniały plany założenia Państwowego Gospodarstwa Rolnego w Trzykosach; miały one objąć 61 gospodarstw i 244 ha powierzchni; planów zaniechano dopiero w roku 1970.
Obecnie części wsi Trzykosy noszą nazwy: Czworak, Na Dole, Na Górze, Osada Młyńska, Za Rzeką. Wśród obiektów fizjograficznych występują nazwy: Bliskie – pola, Dworskie – pola, Góry – pola, Ogrody – pola, Olszyny – pola, Pastwisko – pola, Pod Górą – pola, Półanki – pola, Przymiarki – pola, Spławy – pola, Za Studnią – pola, Zakręty – pastwiska. Przez Trzykosy przepływa odnoga rzeki Koprzywianki zw. Młynówką.
W środku wsi znajduje się staw o pow. ok. 0,5 ha; i w pobliżu, naturalne niewielkie wzniesienie terenu zw. „Złotą Kaczką” lub „Zamkiem” – owiane miejscową legendą.
W Trzykosach jest jednostka Ochotniczej Straży Pożarnej; w roku 2005 ukończono budowę budynku strażackiego.
W Trzykosach urodził się Wincenty Karski (5.VII.1895), major Wojska Polskiego, rotmistrz 2 pułku szwoleżerów rokitniańskich w Wołkowysku, uczestnik wojny polsko-bolszewickiej, odznaczony Orderem Virtuti Militari V klasy (nr 2509, 26 I 1922); absolwent Mikołajewskiej Szkoły Jazdy w Petersburgu (1916) i Szkoły Jazdy w Saumar we Francji (1924); zmarł w Teheranie (26 IV 1934).